# Semba
La Semba o Zemba afroboliviana, es una danza muy antigua, traída desde África durante la época de la colonia por africanos esclavizados que llegaron desde Angola y el Congo al territorio de Bolivia.

Practicada generalmente en los Yungas de La Paz, Bolivia, en los pueblos afrobolivianos.
La semba en Angola es una danza tradicional que se baila en ocasiones familiares y que se está popularizando mucho en Europa de la mano de la Kizomba; ambos bailes forman parte de las fiestas de ritmos africanos, junto con el Kuduro. 

## Etimología
El nombre de Semba viene del idioma kimbundu y significa 'ombligo’, “La danza del ombligo".

## Características
Expresión al ritmo de los tambores con las que se ejecuta la Saya afroboliviana.
La pareja de danzantes bailan chocando los vientres, moviendo el ombligo, hombros con gestos coquetos, a un ritmo carismático, mismo que lleva la poesía dentro las coplas que tratan de reflejar momentos, de vital importancia, en situaciones ancestrales, sociales, románticas, religiosas u otras.
Se baila para celebrar al rey afroboliviano, también para dar recomendaciones a las parejas.
La semba de Angola tiene un ritmo muy rápido y alegre. Se baila en pareja, la mujer camina con rapidez mientras el hombre la lleva ejecutando pasos divertidos y cabriolas complicadas.